# Đội tuyển bóng đá U-20 quốc gia Cộng hòa Dân chủ Nhân dân Triều Tiên
Đội tuyển bóng đá U-20 Cộng hòa Dân chủ Nhân dân Triều Tiên là đội tuyển đại diện của bóng đá nam Cộng hòa Dân chủ Nhân dân Triều Tiên tại các giải đấu lứa tuổi U20, U19 và U18 trên thế giới, châu lục và khu vực. Đội tuyển được thành lập và quản lý bởi Hiệp hội bóng đá Cộng hòa Dân chủ Nhân dân Triều Tiên.

## Tham gia các giải đấu

### Giải U-20 thế giới
| Năm          | Kết quả                                                   | Tr                                                        | T                                                         | H                                                         | B                                                         | BT                                                        | BB                                                        |
| ------------ | --------------------------------------------------------- | --------------------------------------------------------- | --------------------------------------------------------- | --------------------------------------------------------- | --------------------------------------------------------- | --------------------------------------------------------- | --------------------------------------------------------- |
| 1977         | Không tham gia                                            | –                                                         | –                                                         | –                                                         | –                                                         | –                                                         | –                                                         |
| 1979         | Không vượt qua vòng loại                                  | –                                                         | –                                                         | –                                                         | –                                                         | –                                                         | –                                                         |
| 1981         | Không tham gia                                            | –                                                         | –                                                         | –                                                         | –                                                         | –                                                         | –                                                         |
| 1983         | Bị cấm tham gia                                           | –                                                         | –                                                         | –                                                         | –                                                         | –                                                         | –                                                         |
| 1985         | Không tham gia                                            | –                                                         | –                                                         | –                                                         | –                                                         | –                                                         | –                                                         |
| 1987         | Không vượt qua vòng loại                                  | –                                                         | –                                                         | –                                                         | –                                                         | –                                                         | –                                                         |
| 1989         | Không vượt qua vòng loại                                  | –                                                         | –                                                         | –                                                         | –                                                         | –                                                         | –                                                         |
| 1991         | Tham gia với tư cách tuyển Triều Tiên thống nhất bắc nam. | Tham gia với tư cách tuyển Triều Tiên thống nhất bắc nam. | Tham gia với tư cách tuyển Triều Tiên thống nhất bắc nam. | Tham gia với tư cách tuyển Triều Tiên thống nhất bắc nam. | Tham gia với tư cách tuyển Triều Tiên thống nhất bắc nam. | Tham gia với tư cách tuyển Triều Tiên thống nhất bắc nam. | Tham gia với tư cách tuyển Triều Tiên thống nhất bắc nam. |
| 1991         | Tứ kết                                                    | 4                                                         | 1                                                         | 1                                                         | 2                                                         | 3                                                         | 7                                                         |
| 1993         | Không tham gia                                            | –                                                         | –                                                         | –                                                         | –                                                         | –                                                         | –                                                         |
| 1995         | Không tham gia                                            | –                                                         | –                                                         | –                                                         | –                                                         | –                                                         | –                                                         |
| 1997         | Không tham gia                                            | –                                                         | –                                                         | –                                                         | –                                                         | –                                                         | –                                                         |
| 1999         | Không vượt qua vòng loại                                  | –                                                         | –                                                         | –                                                         | –                                                         | –                                                         | –                                                         |
| 2001         | Không tham gia                                            | –                                                         | –                                                         | –                                                         | –                                                         | –                                                         | –                                                         |
| 2003         | Rút lui                                                   | –                                                         | –                                                         | –                                                         | –                                                         | –                                                         | –                                                         |
| 2005         | Rút lui                                                   | –                                                         | –                                                         | –                                                         | –                                                         | –                                                         | –                                                         |
| 2007         | Vòng 1                                                    | 3                                                         | 0                                                         | 2                                                         | 1                                                         | 2                                                         | 3                                                         |
| 2009         | Không vượt qua vòng loại                                  | –                                                         | –                                                         | –                                                         | –                                                         | –                                                         | –                                                         |
| 2011         | Vòng 1                                                    | 3                                                         | 0                                                         | 1                                                         | 2                                                         | 0                                                         | 6                                                         |
| 2013         | Không vượt qua vòng loại                                  | –                                                         | –                                                         | –                                                         | –                                                         | –                                                         | –                                                         |
| 2015         | Vòng 1                                                    | 3                                                         | 0                                                         | 0                                                         | 3                                                         | 1                                                         | 12                                                        |
| Tổng         |                                                           | 9                                                         | 0                                                         | 3                                                         | 6                                                         | 3                                                         | 21                                                        |
| Bao gồm 1991 | Bao gồm 1991                                              | 12                                                        | 1                                                         | 4                                                         | 8                                                         | 6                                                         | 38                                                        |